# Fahnenjunker

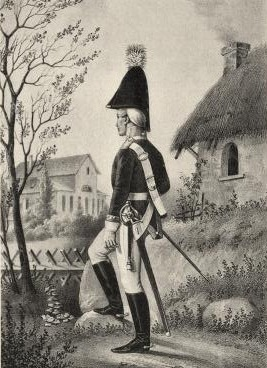
un fahnenjunker du royaume de prusse

Le terme de Fahnenjunker désigne un grade de l'armée allemande, correspondant à celui d'élève-officier, de cadet ou d'aspirant dans les armées occidentales.

## Historique du grade
Historiquement, le Fahnenjunker était un jeune noble, âgé de 14 à 16 ans, destiné au métier des armes. Ce terme vient du titre de Junker, porté par les nobles propriétaires de terres dans le royaume de Prusse. Dans les armées allemandes, en particulier dans l'Armée prussienne, mais aussi dans l'Armée impériale russe, le grade  de Fahnenjunker était utilisé dans l'infanterie et chez les « dragons ». Dans la cavalerie, le grade généralement utilisé était celui de Standartenjunker . Dans l'artillerie, il correspondait au grade de Stückjunker.

## Usage dans l'armée allemande

### Reichswehr
Dans la Reichswehr, le grade de Fahnenjunker a d'abord été aboli, mais est à nouveau utilisé depuis le milieu des années 1920. Le grade de cadet, ou d'élève-officier, pouvait correspondre à celui de Fahnenjunker, mais aussi de Fahnenjunker-Gefreiter, Fahnenjunker-Unteroffizier, Fähnrich ou Oberfähnrich. Dans la Reichswehr, les Fahnenjunker ne se distinguaient pas des autres soldats, ni par des insignes de grade spécial, ni par d'autres pièces d'uniforme. À partir de 1927, les Fahnenjunker-Gefreite avaient le droit de porter les insignes des sous-officiers après avoir réussi l'examen de Flagjunker.

### Wehrmacht
Après une formation dans une école d'officiers allant de quatre à six mois, le Fahnenjunker devait faire ses preuves pendant quinze mois, avant d'être promu dans son grade. Dans la Wehrmacht, le terme Fahnenjunker désignait un aspirant, qu'il soit officier ou non. Ainsi, on pouvait trouver des Fahnenjunker-Unteroffizier (« aspirant-sous-officier ») Fahnenjunker-Feldwebel (« aspirant-adjudant »), des Fahnenjunker-Oberfeldwebel (« aspirant-adjudant-chef »), ou encore des Fahnenjunker-Stabsfeldwebel (« aspirant-adjudant d'état-major »).

### Bundeswehr
Dans la Bundeswehr, le grade de Fahnenjunker s'applique aux élèves sous-officiers. 